# پرواز شماره ۲۱۲ ایر فرانس (۱۹۶۸)
پرواز شماره ۲۱۲ ایر فرانس (به انگلیسی: Air France Flight 212) یک پرواز از آخرین توقفگاه لیسبون به مقصد پاریس که به همراه ۵۲ مسافر و ۱۱ خدمه بود، در تاریخ ۵ مارس ۱۹۶۸ در لا گرانده سوفیره دچار سانحه شد و ۶۳ نفر جان باختند.